# Amr ibn al-As
Pour les articles homonymes, voir Amr.

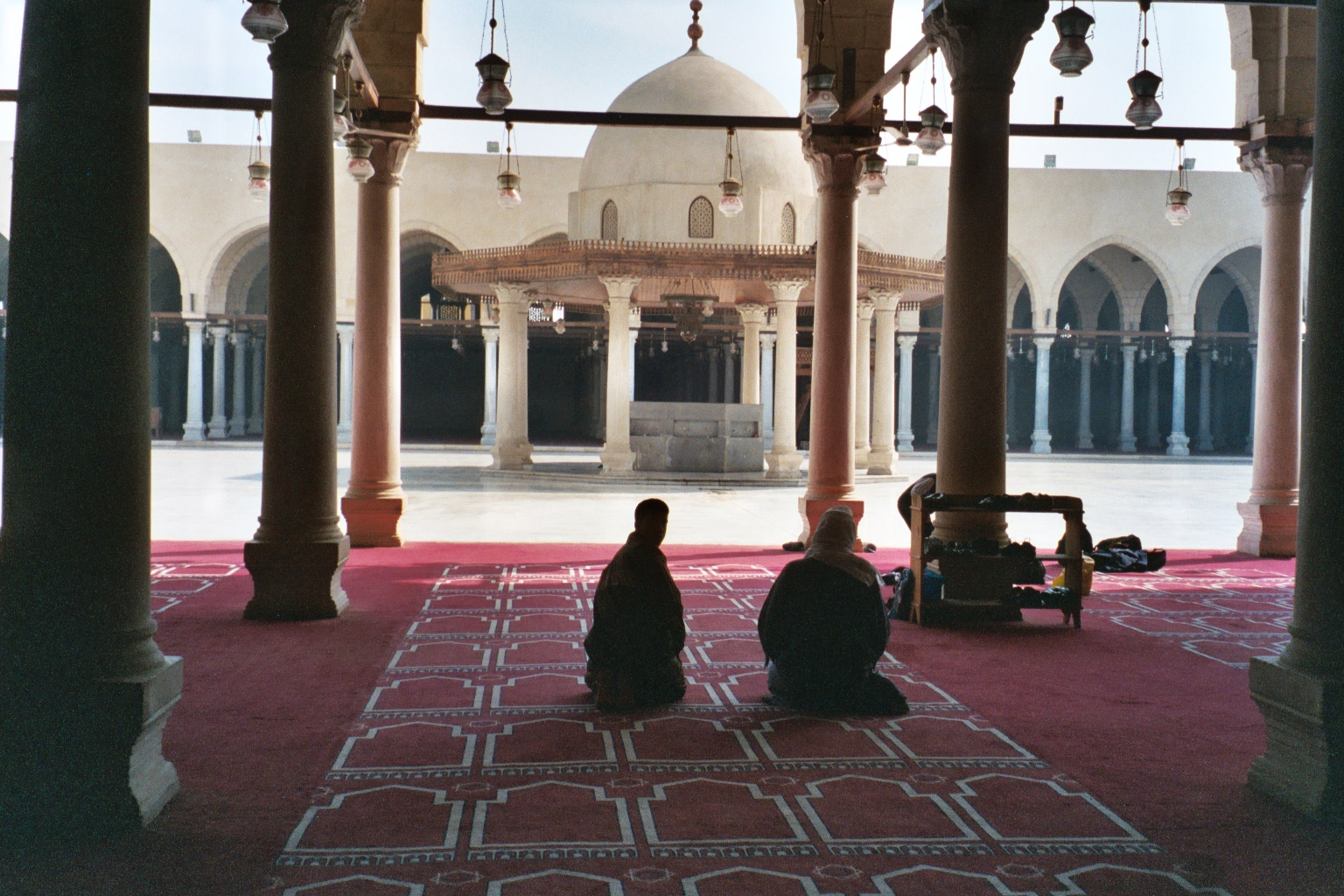
Mosquée Ibn al-ʿAṣ au Caire. Construite en 641, mais reconstruite en 1845 par Mohammed Ali Pacha.

Amr ibn al-As ou ʿAmrū ibn al-ʿĀṣ ibn Wāʾil ibn Hāšim ibn Saʿīd ibn Sahm (en arabe : عمرو بن العاص بن وائل بن هاشم بن سعيد بن سهم) est un compagnon de Mahomet et fut nommé général par celui-ci. Il mourut en 664.

## Biographie
Selon le Tabari, Amr ib al-As avait compté parmi les plus farouches ennemis de l’islam. 
Pendant la période de l'Hégire, ʿAmr faisait du commerce avec l'Abyssinie. Il faisait partie des opposants à Mahomet et chercha à inciter le Négus à soutenir le combat contre les musulmans. Le Négus l'aurait convaincu de se convertir à l'islam. Il rejoignit alors Médine et se convertit. Durant son chemin à Médine, il rencontra Khalid ibn Al-Walid qui lui aussi était parti de la Mecque pour se convertir à l'islam. Ils sont donc partis ensemble se convertir à l'islam.
Cependant, les études récentes s'écartent du récit hagiographique et indiquent qu'Amr ibn al-As est probablement un noble dont la mère est éthiopienne. Il est de confession copte et entretient des relations avec l'Éthiopie. En 615, lorsqu'un groupe de compagnons de Mahomet intègre la cour du roi chrétien d'Éthiopie. La tribu Quraych envoie Amr en tant qu'ambassadeur afin de réclamer le retour des fugitifs. La conversion à l'islam se fait après cette mission.
Il fut ensuite envoyé  par Mahomet comme ambassadeur en Oman. Cette ambassade est un échec et à son retour à Médine, Mahomet le charge d'une expédition au puits de Dsât al-Salâsil. La tribu qui s'était réunie près de ce puits était celle de sa mère. Il les convainquit de se convertir et rentra à Médine sans avoir eu besoin de combattre.
Il participe à la bataille d'Adjnadaïn contre les Byzantins avec Yazid ben Abi Sufyan (30 juillet 634). En 638, il conquiert la Palestine et Jérusalem. La conquête se prolonge en Cilicie, puis, en Irak. En 639, il entre en Égypte et s’empare de Péluse, puis de Babylone d'Égypte, non loin de l'antique Memphis, que les Grecs quittent précipitamment pour Alexandrie. Après la première prise d'Alexandrie (fin 641), il conquiert la Basse-Égypte, puis occupe la Nubie. S'ensuit la conquête du Caucase en 640, et de la Haute-Mésopotamie en 641. Les armées du califat attaquent l'Iran et l'assujettissent entièrement 10 ans après les débuts de la conquête. Ils s'étendent également vers des régions d'Afrique du Nord, comme la Libye et l'Ifriqiya en 647 et occupent ainsi toute la région.
En 643, Alexandrie, évacuée par la garnison grecque, est livrée par le patriarche Cyrus qui paye tribut aux troupes arabes de ʿAmr qui prend la Cyrénaïque et fonde le camp de Fostat – qui deviendra Le Caire – au nord de Babylone. Cette prise est décrite par la Chronique de Jean de Nikiou. 
Avec la fondation de Fostat, il fonde également la première mosquée d'Afrique qui porte encore son nom. Amr imposa l'islamisation et l'arabisation progressives de l'Égypte copte, alors diocèse byzantin. La population est écrasée d'impôts, mais les villes ne sont pas totalement détruites et les églises sont épargnées. Les structures administratives ne sont pas changées car les Arabes n'ont ni le nombre d'hommes, ni le personnel qualifié pour accomplir une quelconque tâche bureaucratique. Le régime de la propriété du sol n'est pas modifié, et les Arabes reçoivent une solde surtout en nature, ainsi que des lotissements. Ils assurent une garde par rotation à Alexandrie face à la mer et à Khirbeta face au désert.
ʿAmr marche alors sur Tripoli en Libye. Le calife Omar lui refuse la conquête du reste du Maghreb et ʿAmr retourne en Égypte. En 643, ʿAmr est nommé gouverneur (wali) d'Égypte. Il fait restaurer le canal du Nil à la mer Rouge pour transporter en Arabie le blé d'Égypte. Il prend le nom de « canal de l'émir des croyants » en hommage au calife Umar.
Le montant de l'impôt est fixé en fonction de la crue du Nil. ʿAmr fait construire des nilomètres à Assouan et Dendérah pour enregistrer la montée des eaux. L’État doit pourvoir à l’entretien des digues et des canaux, qui emploie 120 000 ouvriers et nécessite le tiers du montant de l’impôt. 
Après la déposition de ʿAmr, le nouveau gouverneur Abd Allah ibn Saad parvient à lever un tribut de deux millions de dinars de plus, bien que l’Égypte souffre alors d’une terrible disette.
Il se range du côté de Muʿawîya. En 657, il participe  à la bataille de Siffin contre ʿAlî. Il est ensuite désigné pour arbitrer la conciliation entre les deux adversaires. Cela lui vaut la haine des kharidjites qui organisent un attentat contre lui le 22 janvier 661. Le complot échoue car ce jour-là ʿAmr, se sentant mal, délègue la direction de la prière à Kharidja b. Hudhafa qui est tué à sa place.
Il reste gouverneur d'Égypte jusqu'a sa mort en 664 (43 AH), alors qu'il est âgé d'environ 90 ans. Il est enterré à Fustat. Son fils ʿAbd Allah lui succède au poste de gouverneur d'Égypte, pour une courte période, avant d'être remplacé par ʿUtba ibn Abi Sufyan.